# Trieben
Trieben är en stadskommun i distriktet Liezen i förbundslandet Steiermark i Österrike. Kommunen har 3 306 invånare (2024) och består av fyra  orter (Ortschaften) (inom parentes invånarantal 1 januari 2024):
- Dietmannsdorf bei Trieben (480)
- Sankt Lorenzen im Paltental (297)
- Schwarzenbach (202)
- Trieben (2 327)